# Pravopis hrvatskoga jezika/Popis pridjevskih oblika država
Ovo je popis točnih pridjevskih oblika država.
NAPOMENE: 

1. Svi pridjevi (na -ski, -ški, -čki) pišu se malim početnim slovom, osim kad su dio službenoga naziva (npr. Zelenortska Republika).

2. Što se tiče državnih imena koja se sastoje od više riječi, naveli smo samo ona koja imaju uobičajeni pridjevni oblik. Neka nemaju takav oblik, nego se pišu u genitivu. Na primjer, nije dobro reći "saudijskoarapski izvoz" nego "izvoz Saudijske Arabije" ili samo "saudijski izvoz".
Vidi i: Popis država
| Indeks: 0-9 A B C Č Ć D Dž Đ E F G H I J K L Lj M N Nj O P Q R S Š T U V W X Y Z Ž |

## A
- Afganistan – afganistanski
- Albanija – albanski
- Alžir – alžirski
- Andora – andorski
- Angola – angolski
- Argentina – argentinski
- Armenija – armenski
- Australija – australski
- Austrija – austrijski
- Azerbajdžan – azerbajdžanski

## B
- Bahami – bahamski
- Bahrein – bahreinski
- Bangladeš – bangladeški
- Barbados – barbadoski, barbadoški[1]
- Belgija – belgijski
- Belize – belizeovski, belizeanski, belizejski, beliški
- Benin – beninski
- Bjelorusija – bjeloruski
- Bjelokosna Obala – bjelokošćanski
- Bocvana – bocvanski
- Bolivija – bolivijski
- Bosna i Hercegovina – bosanskohercegovački ↓n1
- Brazil – brazilski
- Brunej – brunejski
- Bugarska – bugarski
- Burma – burmanski[1]
- Burundi – burundijski, burundski[2]
- Butan – butanski

## C
- Cipar – ciparski
- Crna Gora – crnogorski

## Č
- Čad – čadski
- Češka – češki
- Čile – čileanski, čilski

## D
- Danska – danski
- Dominika – dominički
- Dominikanska Republika (Dominikana) – dominikanski[1] (i prema dominikanci)

## DŽ
- Džibuti – džibutijevski, džibutijski, džibutski, đibutski[1]

## E
- Egipat – egipatski
- Ekvador – ekvadorski
- Eritreja – eritrejski
- Estonija – estonski
- Etiopija – etiopski

## F
- Fidži – fidžijevski, fidžijski[1]
- Filipini – filipinski
- Finska – finski
- Francuska – francuski

## G
- Gabon – gabonski
- Gambija – gambijski
- Gana – ganski
- Grčka – grčki
- Grenada – grenadski
- Gruzija – gruzijski
- Gvajana – gvajanski  ↓n4
- Gvatemala – gvatemalski
- Gvineja – gvinejski

## H
- Haiti – haićanski, haitski[1]
- Honduras – honduraški
- Hrvatska – hrvatski

## I
- Indija – indijski
- Indonezija – indonezijski, indoneški
- Irak – irački
- Iran – iranski
- Irska – irski
- Island – islandski
- Istočni Timor – istočnotimorski
- Italija – talijanski
- Izrael – izraelski

## J
- Jamajka – jamajčki,[3] jamajčanski,[2] jamajkanski[1]
- Japan – japanski
- Jemen – jemenski
- Jordan – jordanski
- Južna Koreja – južnokorejski
- Južni Sudan – južnosudanski
- Južnoafrička Republika – južnoafrički[1]

## K
- Kambodža – kambodžanski, kambočki[4]
- Kamerun – kamerunski
- Kanada – kanadski
- Katar – katarski
- Kazahstan – kazahstanski, kazački, kazaški (Kazasi), kazakstanski
- Kenija – kenijski
- Kina – kineski
- Kirgistan – kirgistanski, kirgiski,[1] kirgiški
- Kiribati – kiribatski
- Kolumbija – kolumbijski
- Komori – komorski
- Kongo – kongoanski, konžanski
- Koreja – korejski
- Kosovo – kosovski
- Kostarika – kostarikanski, rijetko kostarički
- Kuba – kubanski
- Kuvajt – kuvajtski

## L
- Laos – laoski,[1] laoški
- Lesoto – lesotski
- Letonija – letonski, latvijski[1] (prema Latvija), lotiški (prema Lotiška)
- Libanon – libanonski
- Liberija – liberijski
- Libija – libijski
- Lihtenštajn – lihtenštajnski
- Litva – litavski, litvanski
- Luksemburg – luksemburški

## M
- Madagaskar – madagaskarski, malgaški
- Mađarska – mađarski, madžarski
- Makedonija – makedonski, macedonski
- Malavi – malavski, malâvījskī
- Maldivi – maldivski, maledivski
- Malezija – malezijski
- Mali – malijski
- Malta – malteški
- Maroko – marokanski, rijetko maročki[5] (i prema Maroč, maróčki)
- Mauretanija – mauretanski, mauritanski
- Mauricijus – mauricijski
- Meksiko – meksički, mehički (v. Klaićev Rječnik), mejički[6]
- Mijanmar – mianmarski, mijanmarski, mjanmarski
- Mikronezija – mikronezijski, mikroneški
- Moldavija – moldavski
- Monako – monegaški, monački (i prema monak, monah, redovnik)
- Mongolija – mongolski
- Mozambik – mozambički

## N
- Namibija – namibijski
- Nauru – nauruanski, nauruski, nauruški
- Nepal – nepalski
- Niger – nigerski
- Nigerija – nigerijski
- Nikaragva – nikaragvanski
- Niue – niueški, niueanski
- Nizozemska – nizozemski
- Norveška – norveški
- Novi Zeland – novozelandski, zelandski[7]

## NJ
- Njemačka – njemački

## O
- Obala Bjelokosti – bjelokošćanski (prema Bjelokosna Obala)
- Oman – omanski

## P
- Pakistan – pakistanski
- Palau – palauanski
- Palestina – palestinski
- Panama – panamski
- Paragvaj – paragvajski
- Peru – peruanski
- Poljska – poljski
- Portoriko – portorikanski
- Portugal – portugalski

## R
- Ruanda – ruandski
- Rumunjska – rumunjski
- Rusija – ruski

## S
- Salomonski Otoci – salomonskootočni, solomonskootočni, salamunskootočni
- Salvador – salvadorski
- San Marino – sanmarinski[1]
- Saudijska Arabija – saudijski
- Samoa – samoanski
- Sejšeli – sejšelski
- Senegal – senegalski
- Sijera Leone – sijeraleonski[1]
- Singapur – singapurski
- Sirija – sirijski
- Sjeverna Koreja – sjevernokorejski
- Slovačka – slovački
- Slovenija – slovenski
- Somalija – somalski
- Srbija – srbijanski, srpski
- Sudan – sudanski
- Surinam – surinamski
- Svazi – svazijski

## Š
- Španjolska – španjolski
- Šri Lanka – šrilankanski, šrilanski, šrilanški
- Švedska – švedski
- Švicarska – švicarski
- Škotska – škotski  ↓n2  ↓n3

## T
- Tadžikistan – tadžikistanski, tadžički
- Tajland – tajlandski, tajski[4]
- Tajvan – tajvanski
- Tanzanija – tanzanijski; tanganjički (prema Tanganjika)
- Togo – togoanski, tožanski
- Tonga – tonganski,[8] tonški[9]
- Trinidad i Tobago – trinidadtobaški[2]
- Tunis – tuniski, tuniški[9]
- Turkmenistan – turkmenistanski, turkmenski
- Turska – turski
- Tuvalu – tuvaluanski,[10] tuvalski, tùvaluskī,[11] tuvaluški

## U
- Uganda – ugandski
- Ukrajina – ukrajinski
- Urugvaj – urugvajski
- Uzbekistan – uzbekistanski, uzbečki

## V
- Vanuatu – vanuatski
- Vatikan – vatikanski
- Velika Britanija – britanski
- Venezuela – venezuelanski
- Vijetnam – vijetnamski

## W
- Wales – velški, kimrički

## Z
- Zair – zairski
- Zambija – zambijski
- Zapadna Sahara – zapadnosaharski
- Zapadna Samoa – zapadnosamoanski
- Zelenortska Republika – zelenortski
- Zimbabve – zimbabveanski

## Napomena
1. ↑n1  Pridjevski oblik bosanskohercegovački ne treba miješati s bosansko-hercegovački, koji se odnosi na zemlje Bosnu i Hercegovinu.[12]
2. ↑n2  Pridjevski oblik ٭škotlanđanski nije standardni oblik.[13]
3. ↑n3  Pridjevski oblik škoćanski, kad i ako se rabi, upotrijebit će se češće kao pridjevski oblik od imena naroda Škoćani, Škoćanin, Škoćanka,[13] iako ima primjera uporabe i kao pridjevnoga oblika izvedenoga potrjebito za opisivanje državnoga škotskoga ozemlja. Primjeri: Osnova škoćanske nastave stoji u drevnim pučkim školama njenim, glavom škoćanske škole pisaca romana.
4. ↑n4  Rijetko se rabi naziv Gajana, pridjevski oblik: gajanski.